# Znich
Znich (іноді Зніч або Зьніч) — білоруський метал-гурт з Мінська, заснований 1996 року. Репрезентував свою назву латиницею як «Znich» від «зніч». Така назва гурту взята зі литовської міфології, де «зніч» означає невгасимий вогонь, джерело життя.

## Історія

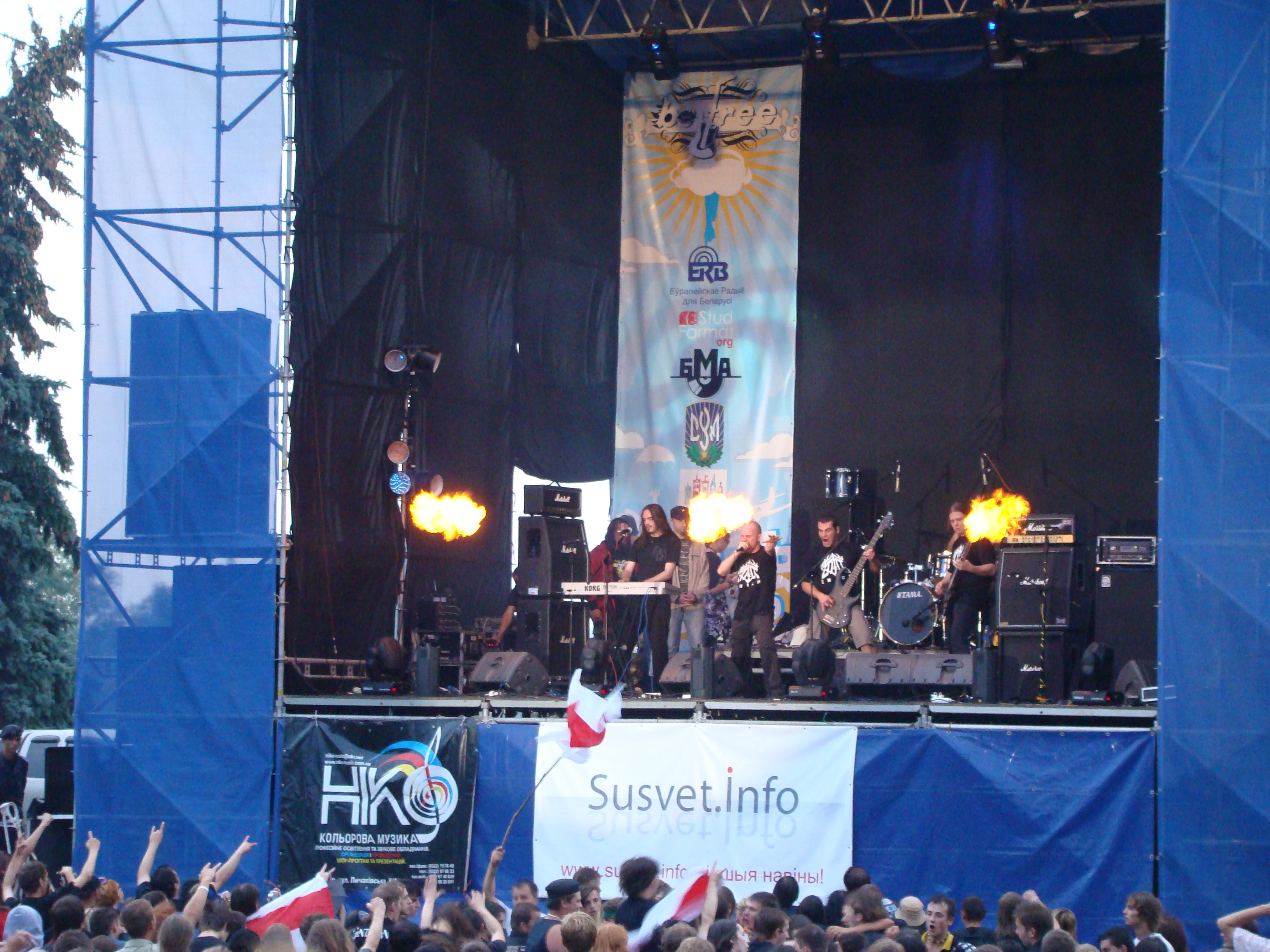
«Znich» виступає на фестивалі «Be Free» в 2008 році

- Гурт було утворено навесні 1996 року, склад колективу утвердився восени: Алєсь Таболіч — спів, Аляксандар Бєлєнькі — клавішні, Аляксєй Таргонскі — гітара, Віктория Сичевіч — бас, Аляксандар Гарох — бубни. 13 лютого 1997 року в клубі «Вясёлка» відбувся перший концерт гурту. В травні того ж року «Znich» записали дебютний матеріал на студії Prockl Enterprise під назвою «Язычнік Я…».

Тогочасна музика гурту являла суміш doom/death з перевагою клавіш. Такий стиль музики, язичницька ідеологія та тексти білоруською мовою здобули команді успіх серед критиків та слухачів. Упродовж двох (1996—1997) років гурт відіграв десятки концертів на батьківщині, взяла участь у фестивалях Extremum'97, Рок на Купалле'97, Вольныя танцы'97, Басовище'1997.
- У кінці 1997 р. гурт покинув барабанщик, перейшовши до «Drum Extasy». Його місце зайняв Дзяніс Галіцкі (з «Hospice»). Невдовзі виникли ідеологічні розбіжності між Таболічем та Бєлєньким, що спричинило до розвалу колективу.

Згодом Алєсь вирішив набрати нових людей, внаслідок чого зібрався такий склад: Аляксандар Камлюк — гітара (з «Divina Enema»), Павєл Заручевскі — бас та Дзяніс Галіцкі — ударні (обоє з «Hospice»). «Znich» мимохіть позбувся клавіш, що зробило музику більш агресивною. Невдовзі гурт відновив концертну діяльність — 6 червня 1998 в Мінську відбувся їхній Real Underground. Нові люди внесли свіжість в ідеї Алєся, тож з'явилися білоруські мелодії у важкій обробці. Пізніше задля більшого фольклорного духу і манери народного співу в колективі з'явився жіночий вокал — Вераніка Шклянік, а отже — можливість використовувати техніку багатоголосся.
«Znich» знову активно законцертував: Рок на Купалле'98, Дуб'in'ушка'98, NuCLEARfree Land, Річниця битви під Оршею'98, Baltic Thunder, Вольныя танцы (Молодечно, Ліда) та інші. В кінці року музиканти взялися за студійний запис матеріалу, втім невдовзі, були змушені змінити студію. Через цю втарту часу новий альбом «Дух зямлі» вийшов аж у квітні 1999. Одночасно з цим вийшов старий дебютний альбом «Язычнік Я…». В підтримку альбомів пройшла низка концертів як у Білорусі, так і за межами (зокрема «Басовище'1999», де гурт здобув два призи). Після цього «Znich» позбувся гітариста та вокалістки і взявся за пошук їх заміни.
- У вересні 1999 р. в колективі з'явився новий гітарист — Сяргєй Малінін (з «Hell»), а через місяць і вокалістка Наталля Валинєц. Навесні 2000 року гурт записав дві нові пісні та випустив синґл «Адчуваньні вясны», доповнивши його старою піснею в новій обробці «Чорны Зьніч» (згодом вона потрапила на першу в Білорусі збірку важкої музики «Hard life heavy music» та на литовську «Atlantida Vol. 9»).

Невдовзі «Znich» зняв кліп на пісню «Што за ўсё тлусьцейшае», далі — участь у «Басовищі'2000» і початок запису нового альбому. Згодом гурт покинув менеджер, а пізніше також гітарист. Останнього замінив Аляксандар Савєнюк. Разом із Алєсєм та деякими іншими музикантами вони створили паралельний проект «СТОД», з яким поїхали на «Басовище'2002». Через це у «Znich» з'явився інший гітарист Аляксандар Крапивніцкі (з «Sufferer»), а восени 2002 року — дудар Канстантин Трамбіцкі. І от 2003 року вийшов новий альбом «Запаветы апошняга старца», презентований 7 вересня 2003 в клубі «Рэактар».
- На початку 2004 р. бас-гітарист Павєл Заручевскі емігрував у США, а згодом гурт покинув також барабанщик Дзяніс Галіцкі. Втім уже з лютому 2004 «Znich» постав у новому складі: Аляксандар Бєлєнькі — клавишні, Віктория Сичевіч — бас-гітара, Сяргєй Стец — гітара (троє з «Ornament»), Аляксандар Гарох — ударні («Drum Extasy»), тобто у майже початковому складі. Почалися концерти, на яких Гароха часто заміняє барабанщик Оперного театру Дзімтри Сирєц.«Znich» виступає на фестивалі «Be Free» в 2008 році

## Учасники
Теперішні
- Алєсь Таболіч (спів)
- Наталля Валинєц (спів)
- Сяргєй Малінін (гітара)
- Павєл Заручевскі (бас-гітара)
- Дзяніс Галіцкі (бубни)

Колишні
- Аляксандар Бєлєнькі (клавішні)
- Віктория Сичевіч (бас-гітара)
- Сяргей Стец (бас-гітара)
- Аляксандар Гарох (клавішні)
- Цімур Ганбарав (гітара)
- Кастусь Трамбіцкі (бубни)
- Аляксандра Сухадолава (бас-гітара)
- Аляксей Таргонскі (волинка, дудка)

## Дискографія

### Альбоми
- Язычнік я… (1997)
- Запаветы апошняга старца (2003)
- Крыжы-абярэгі (2006)
- Mroya (2011)

### Синґли
- Адчуваньні вясны (2000)

### Інше
- Дух зямлі (демо) (1999)

### Збірки
- Вольныя танцы: слухай сваё (1999)
- Hard Life Heavy Music I (2001)
- Hard Life Heavy Music II[be-x-old] (2003)
- Генералы айчыннага року (2004)
- Hard Life Heavy Music III — Metallection (2004)
- Metallection 4 — «Oj, pušču strału»